# Zykamu/Dola Selektora
Zykamu/Dola Selektora – to wydane na winylu (7'') pierwsze dwa single Pablopavo.
Miały być one zapowiedzią pierwszej solowej płyty tego artysty, jednakże jej wydanie zostało z różnych powodów opóźnione, więc Pablopavo stwierdził, że płytę Telehon, promować będzie nowy singel o tym samym tytule.  Autorami muzyki do obu piosenek są: duet producencki Juniorbwoy.com oraz Ozzak. Natomiast teksty napisał Pablopavo.

## Lista utworów
1. Zykamu
2. Dola Selektora